# 嘉定镇 (越南)
嘉定鎮（越南语：／）是越南阮朝初期的一個鎮，主要位於今天越南南部。
嘉隆元年（1802年），嘉定府改制為嘉定鎮，行政上統轄新平縣、福隆縣、建康縣、定遠州三縣一州；軍事上統轄藩鎮營、鎮邊營、鎮定營、永鎮營。河仙鎮亦屬嘉定鎮轄制。
嘉隆五年（1806年），鎮定營建康縣更名為建安縣。
嘉隆七年（1808年），嘉定鎮改制為嘉定城，藩鎮營改制為藩安鎮，鎮邊營改制為邊和鎮，鎮定營改制为定祥鎮，永鎮營改制為永清鎮。三縣一州皆升府。